# San Cipriano (Venedig)

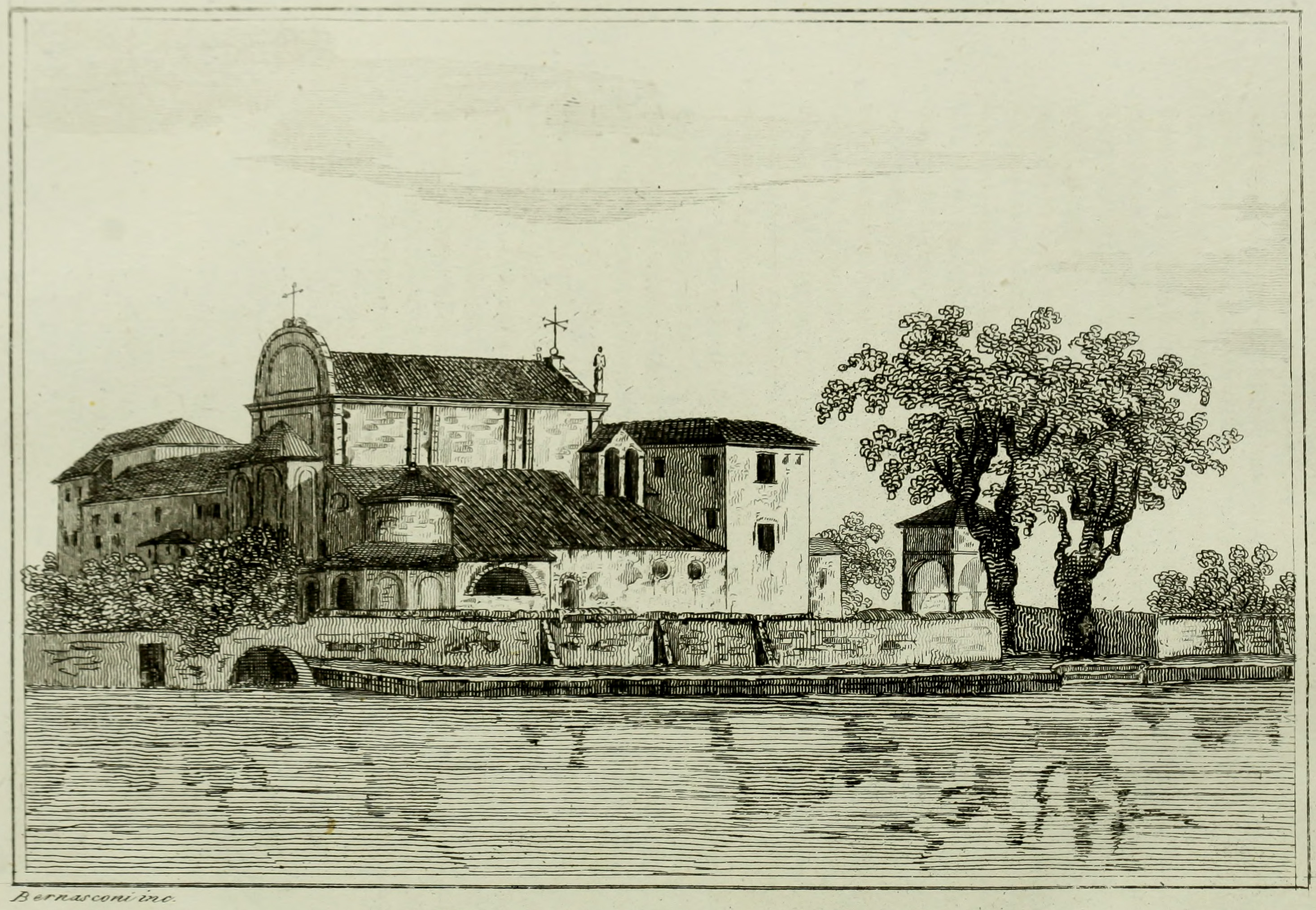
Giacomo Bernasconi: Stich der Kirche aus dem Jahr 1837

San Cipriano hieß eine Kirche nebst einem Kloster auf der venezianischen Insel Murano. Diese wurde 1817 aufgegeben und um 1840 zerstört, nachdem sie seit 1111 bestanden hatte. Ihr bedeutendstes Kunstwerk, ein Mosaik des frühen 13. Jahrhunderts, befindet sich heute in Potsdam.

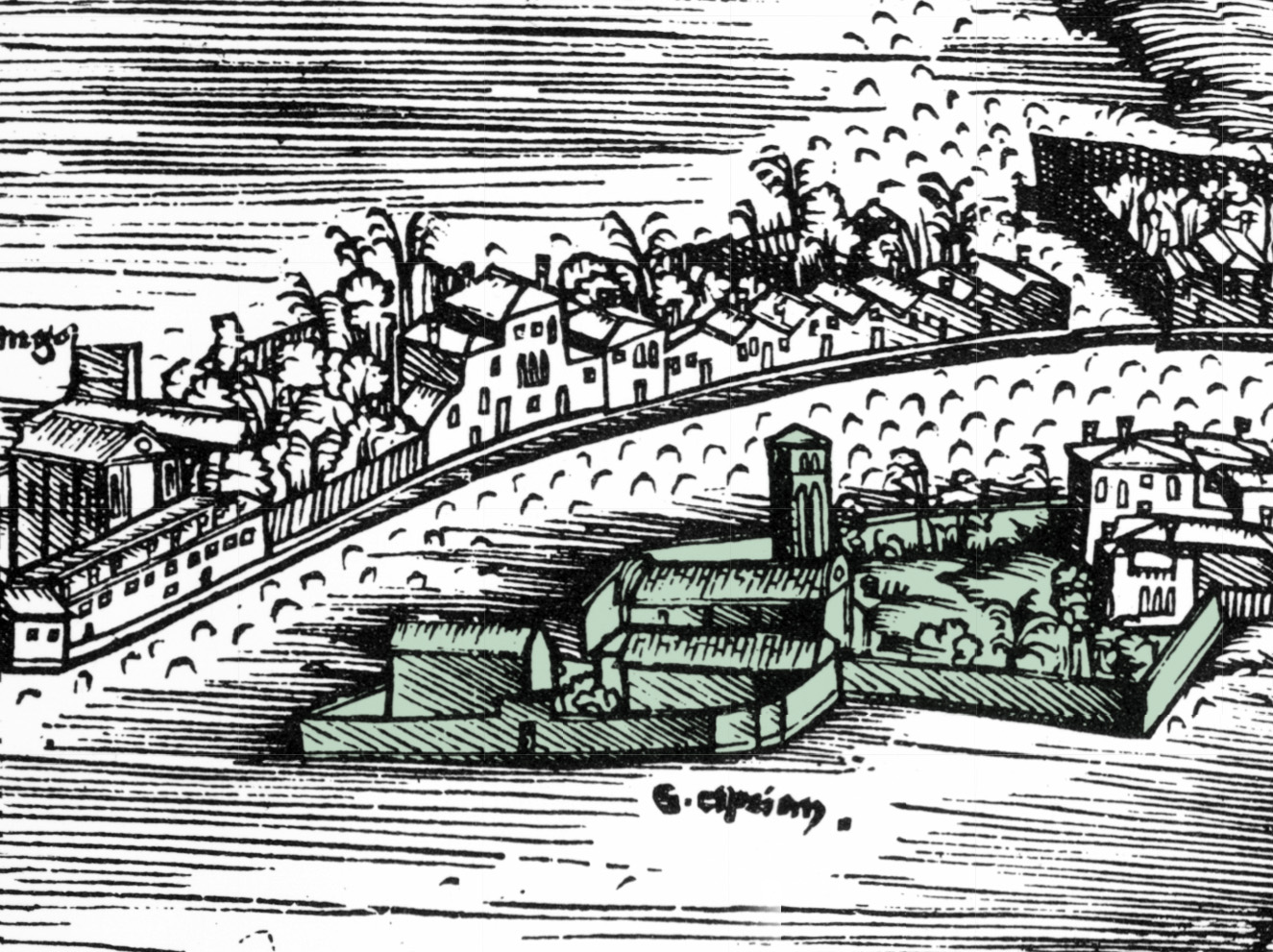
Die Kirche um 1500 im Plan des Jacopo de’ Barbari (Detail)

Der Doge Vitale Michiel I. veranlasste den Benediktinerabt Vetulo, Leiter der Abtei San Benedetto in Polirone, nach der Zerstörung des bereits seit dem 9. Jahrhundert bestehenden Klosters Santi Cornelio e Cipriano in Metamaucum nahe dem späteren Malamocco, ein neues Cyprianskloster zu errichten.
Kurz zuvor hatte Pietro Badoer, der Patriarch von Grado, eine Landdonation gegen eine jährliche Menge Olivenöl veranlasst. Zu dieser Donation kamen weitere private Stiftungen um Chioggia und Carpenedo sowie einiger Häuser in Venedig selbst. Die neue Kirche sollte der seinerzeitigen Dogenkapelle, dem heutigen Markusdom, kirchenrechtlich unterstellt sein.
Der Doge Ordelaffo Falier und der Patriarch Giovanni Gradenigo gestatteten die Verlagerung des durch ein Erdbeben und einen nachfolgenden Tsunami zerstörten Klosters in Metamaucum – dieser Katastrophe fiel die gesamte Stadt zum Opfer –, 1109 schenkte Pietro Gradenigo dem noch zu errichtenden Kloster eine Landparzelle auf der Insel Murano. Bereits 1111 konnten die Mönche in das auf diesem Grund errichtete Kloster einziehen.
Auch in den folgenden Jahrzehnten erhielt das Kloster Landzuwendungen, so etwa in Vicenza, Treviso und Triest, aber auch auf Istrien, nämlich in Capodistria, und auf Veglia, heute Krk. 1219 wurde das Kloster zwar eine eigenständige Abtei, doch behielt sich der Abt von San Benedetto di Polirone das Recht vor, den Abt zu bestimmen. Die Anlage diente u. a. den Dogen Pietro Polani, beigesetzt 1148, und Pietro Gradenigo, beigesetzt 1311, als Grablege.
1383 erlangten die Gradenigo das Patronat über das Kloster, doch bereits 1421 verlor dieses seine Autonomie mangels Mönchen. Zudem wurde es dem Erzbischof von Spalato (Split) unterstellt. Der daraufhin entbrannte Streit mit den Gradenigo wurde erst 1587 beendet, nachdem das Institut dem Patriarchen von Venedig unterstellt worden war. Dies war insofern ungewöhnlich, als das Kloster zum Bistum Torcello gehörte. Die Gradenigo erhielten einen Ausgleich durch eine Kirche in Padua, nämlich Santa Margherita.

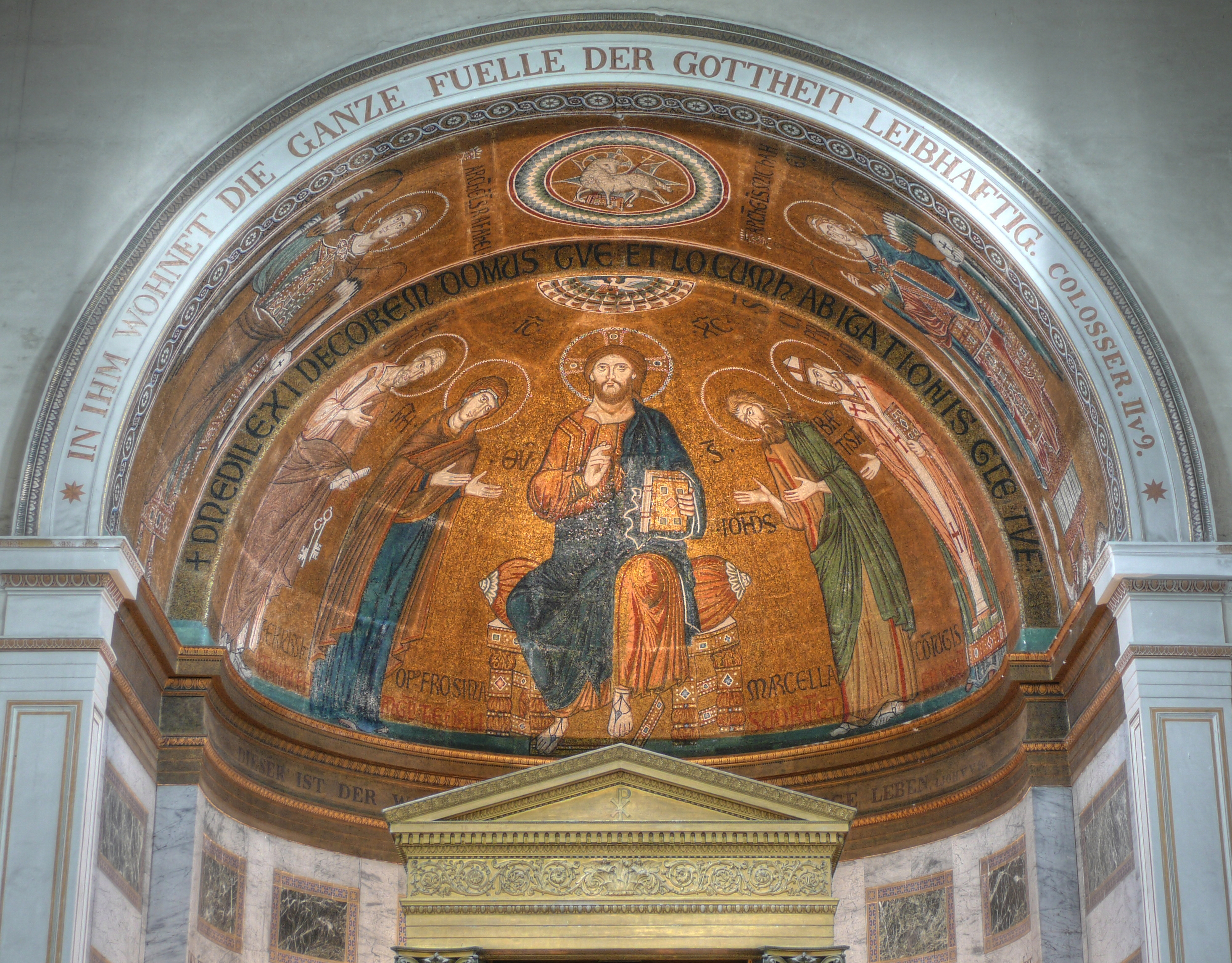
Das rund 60 m² große Mosaik aus San Cipriano befindet sich in der Potsdamer Friedenskirche. Rechts ist der hl. Cyprian dargestellt. Es handelt sich um eine veneto-byzantinische Arbeit, eine Große Deësis, eine Fürbitte, nämlich, wie die Inschrift erweist, für „Frosina Marcella“, die Stifterin, und ihre Familie, nämlich ihren Mann und ihre beiden Söhne. Diese richtet sich nicht an den Weltenrichter, sondern an den Segensspender.

Zwar entgingen Kirche und Kloster den Plünderungen in napoleonischer Zeit, doch 1817 wurde der Sitz des venezianischen Patriarchen von Castello nach San Marco verlegt. Damit wurde auch das Priesterseminar von Murano an den heutigen Sitz verlegt.
Mitte der 1830er Jahre wurde das Kloster aufgegeben. Innerhalb weniger Jahre wurde die Kirche abgerissen und die Kunstschätze verkauft, bis auf ein hoch- oder spätmittelalterliches Pantokrator-Mosaik.
1834 ließ Friedrich Wilhelm IV. von Preußen dieses Mosaik des frühen 13. Jahrhunderts für 385 Taler für die Friedenskirche in Potsdam erwerben. Es befindet sich seit 1844 in der dortigen Apsis. 1835/1836 wurde das Meisterwerk in 111 Teilen per Schiff verfrachtet. Bis 2019 erfolgte erstmals eine Restaurierung.